# Епархия Шикутими
Епархия Шикутими (лат. Dioecesis Chicoutimiensis) — епархия Римско-Католической церкви с центром в канадском городе Шикутими. Епархия Шикутими входит в архиепархию Квебека. Кафедральным собором  епархии Шикутими является церковь святого Франциска Ксаверия.

## История
28 мая 1878 года Святой Престол учредил епархию Шикутими, выделив её из архиепархии Квебека.
31 мая 2007 года епархия Шикутими расширила свою территорию за счёт епархии Эймоса.

## Ординарии епархии
- епископ Dominique Racine (28.05.1878 — 28.01.1888);
- епископ Луи-Назер Бежан (1.10.1888 — 22.03.1892);
- епископ Michel-Thomas Labrecque (8.04.1892 — 11.11.1927);
- епископ Charles-Antonelli Lamarche (17.08.1928 — 22.01.1940);
- епископ Georges-Arthur Melançon (24.05.1940 — 11.02.1961);
- епископ Marius Paré (18.02.1961 — 5.04.1979);
- епископ Jean-Guy Couture (5.04.1979 — 19.06.2004);
- епископ André Rivest (19.06.2004 — по настоящее время).

## Источник
- Annuario Pontificio,  Libreria Editrice Vaticana, Città del Vaticano, 2003, ISBN 88-209-7422-3